# Lyngsaa Kirkedistrikt
Lyngsaa Kirkedistrikt var et sogn i Frederikshavn Provsti (Aalborg Stift). Sognet lå i Sæby Kommune. I Lyngsaa Kirkedistrikt lå Lyngså Kirke. Per 1. oktober 2010 blev Lyngså Kirke teknisk overført til Albæk Sogn.